# .rs
.rs es el dominio de nivel superior geográfico (ccTLD) para Serbia.